# Poręba Wielka (Oświęcim)
Pour l’article homonyme, voir Poręba Wielka (Limanowa).
Poręba Wielka est une localité polonaise de la gmina et du powiat d'Oświęcim en voïvodie de Petite-Pologne.